# 下谷
下谷（日语：／ Shitaya */?）是東京都台東區的町名、地域名。

## 下谷（地域）
下谷地域指台東區西半側的舊下谷區。台東區合併後，住居表示導入以前，舊下谷區內大半的町名加上下谷的冠稱。
隨著住居表示的實施，區劃與町名也不斷變更，舊下谷區與舊淺草區的區界已難以分辨。現在只能透過町會、警察署與消防署的轄區去得知當時的分界。

### 歷史

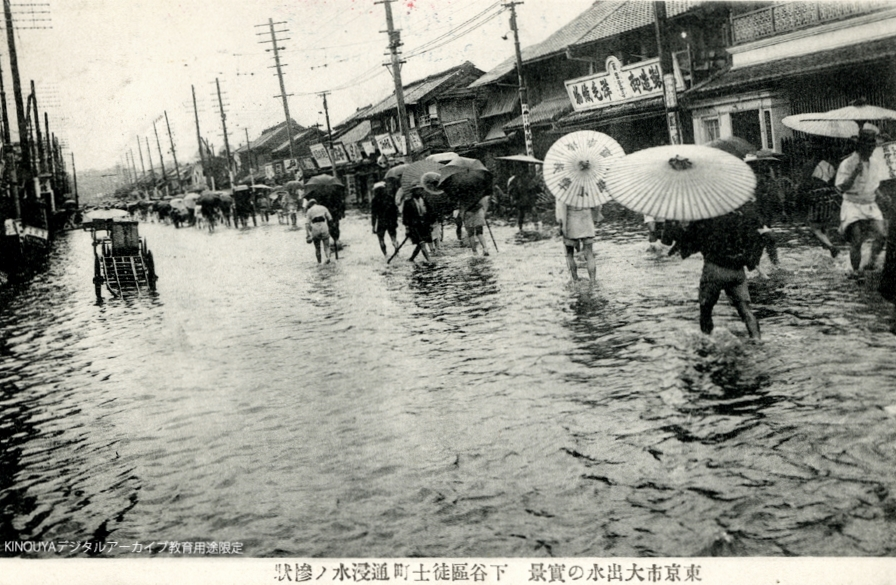
東京下谷區明治43年

繩文時代前，上野高地以外的地區都是海底與濕地，在荒川與利根川的泥沙堆積下逐漸陸地化。
明治時代，下谷與谷中、上野高地合併成立下谷區。
第二次世界大戰此地受到空襲嚴重破壞。上野站至御徒町站之間高架沿線在戰後混亂期形成阿美橫丁。
「驚訝的下谷廣德寺」與「可怕的入谷鬼子母神」並列為有名的地口（俏皮話）。這座廣德寺也屬於過去的下谷地域。

### 地名由來
相對於上野與湯島等高地地區，此地位在之間的谷地而得名，江戶時代以前稱作下谷村。本來的下谷是下谷廣小路（現在的上野廣小路）周邊，現在的下谷大半是舊坂本村地區。
舊地名的坂本（村）據說是源自寛永寺（東叡山）原型延曆寺（比叡山）東麓門前町的坂本，然而在比寛永寺創建的元和年間更早的天正年間就有「坂本」地名的存在。

### 沿革
- 1590年 德川家康填平姫池、千束池。寛永寺完成後，下谷村作為門前町逐漸興盛。江戶人口增加，奧州街道裏道（現，金杉通）沿線開始發展。江戶時代成為江戶文化的中心。
- 1657年 明曆大火的後火除地下谷廣小路（現在的上野廣小路）開始整備。
- 1713年 下谷町編入江戶。
- 1868年 彰義隊堅守上野山中與新政府軍戰鬥，寛永寺多處建物燒毀。之後，上野設立日本最早的公園上野恩賜公園。
- 1877年 第一回內國勸業博覧會在上野公園舉行。
- 1878年 下谷區成立。
- 1882年 嘉納治五郎在下谷稻荷町永昌寺設立講道館。（後移至文京區春日町）
- 1883年 日本鉄道會社上野站開業。之後上野站作為北陸、東北方向的玄關口開始發展。
- 1885年 高村光雲在上野佐竹原打造大佛像。
- 1888年 下谷區上野西黑門町開設日本最早的歐風咖啡廳「可否茶館」。4年後閉店。
- 1900年 凸版印刷合資會社在下谷區二長町設立。
- 1912年 鶯谷站開業。
- 1927年 日本最早（東洋最早）的地下鐵東京地下鐵銀座線（上野-淺草間）開通。
- 1947年 與淺草區合併成立台東區。
- 1985年 東北新幹線停靠上野站。
- 2007年 全國精神障害者家族會聯合會本部解散。

原屬下谷地域的現行町名
| - 秋葉原 - 池之端 - 入谷 - 上野 | - 上野公園 - 上野櫻木 - 北上野 | - 下谷 - 台東 - 根岸 | - 三之輪 - 谷中 - 龍泉 | - 千束（2丁目33番-36番） - 日本堤（2丁目36番-39番） - 東上野（1 - 5丁目） - 松谷（3丁目10番-23番，4丁目） |

## 下谷（町名）
設下谷一丁目至下谷三丁目。
郵遞區號：110-0004

### 地理
位於台東區北部。西與北鄰根岸，東北接三之輪，東連龍泉，東南通入谷及北上野，西南接上野。

### 地名由來
住居表示實施後，冠上「下谷」的「下谷○○町」陸續變更町名，為了保留「下谷」的地名而採用。

### 設施
公園
- 金杉公園

教育
- 台東區立柏葉中学校

機關
- 下谷警察署

企業
- 東京上野郵便局

## 備註
1. ↑  小俣悟「〈入谷土器〉について」（江戶遺跡研究会 編『江戶時代の名産品と商標』（吉川弘文館，2011年） ISBN 978-4-642-03446-3 所収）
2. ↑  住民基本台帳による町丁名別世帯人口数 平成２５年８月１日現在[永久]

## 外部連結
- 台東區官方網站